# Taku Tsumugi
Taku Tsumugi (jap. 紡木 たく, Tsumugi Taku; * 2. August 1964 in Yokohama, Kanagawa, Japan) ist eine japanische Manga-Zeichnerin.
Ihren ersten Manga als professionelle Zeichnerin veröffentlichte sie 1982 mit der Kurzgeschichte Machibito im Manga-Magazin Bessatsu Margaret, das – ebenso wie das Margaret – beim Shūeisha-Verlag erscheint und sich an Mädchen zwischen 13 und 18 Jahren richtet. Nach einigen weiteren Kurzgeschichten, die zwischen 1984 und 1986 auch gesammelt in Form eines Taschenbuchs erschienen, zeichnete sie 1985 mit Tsukue wo stage ni ihre erste fortlaufende Serie. Die von August bis November 1985 im Bessatsu Margaret veröffentlichte Serie umfasst 200 Seiten.
Der Durchbruch gelang Tsumugi 1986 mit Hot Road. Darin erzählt sie von der Oberschülerin Kazuki, die sich in  den jugendlichen Anführer einer Motorradgang verliebt. Die ebenfalls im Bessatsu Margaret erschienene, 800 Seiten lange Manga-Serie war in Japan kommerziell sehr erfolgreich. Mit einer Auflage von sieben Millionen Exemplaren bei vier Bänden war Hot Road einer der erfolgreichsten Shōjo-Mangas der 1980er-Jahre. Das nächste Werk der Autorin war Matataki mo sezu über Kayoko, die in einer Kleinstadt lebt und ihre erste Liebe erfährt.
Ab 1995 zeichnete sie keine weiteren Mangas mehr bis im Dezember 2007 mit My Gardener nach 12 Jahren wieder ein neuer Band von ihr erschien. In der Zwischenzeit wurden ihre Werke in Japan ständig neu veröffentlicht und waren dort weiterhin beliebt.
Die Figuren ihrer Werke, die sich allesamt an Mädchen richten und somit dem Shōjo-Genre zuzuordnen sind, sprechen meistens Dialekt. Landschaften und weiße Flächen sind beliebte Darstellungsmittel der Zeichnerin. Im Band Manga Design schrieb Masanao Amano: „Tsumugi kann zeichnerisch darstellen, wie Gefühle so stark werden, dass die Realität vor Augen keinen Sinn mehr ergibt.“

## Werke (Auswahl)
- Machibito (待ち人), 1982
- Ano Natsu ga Umi ni iru (あの夏が海にいる), 1983
- Tsukue o Stage ni (机をステージに), 1985
- Hot Road (ホットロード, Hotto Rōdo), 1986–1987
- Matataki mo sezu (瞬きもせず), 1988–1990
- Jun (純), 1991
- Kanashimi no Machi (かなしみのまち), 1994
- My Gardener (マイ ガーデナー, Mai Gādenā), 2007